# Jacques Degats
Jacques Degats, né le 20 février 1930 à Vendrest et mort le 29 mars 2015 à Nemours, est un athlète français spécialiste du 400 mètres. 

## Carrière
Sélectionné pour les  Jeux olympiques de 1952, il fait partie du relais 4 × 400 mètres français se classant sixième de la finale. En 1954, lors des Championnats d'Europe de Berne, Jacques Degats est disqualifié en finale du 400 m et remporte par ailleurs la médaille d'or du relais 4 × 400 m aux côtés de Pierre Haarhoff, Jean-Paul Martin du Gard et Jean-Pierre Goudeau. L'équipe de France établit un nouveau record national en 3 min 08 s 7 et devance finalement la République fédérale d'Allemagne et la Finlande. 
Jacques Degats s'illustre par ailleurs lors des Jeux méditerranéens en remportant trois médailles en 1951 (or sur 400 m, argent sur 200 m, et or au titre du relais 4 × 400 m) et 2 médailles en 1955 (or sur 400 m et au titre du relais 4 × 400 m). De fait, il est avec Alain Mimoun et Christian d'Oriola le sportif français ayant remporté le plus de médailles d'or à ces jeux, derrière Jean Boiteux et Franck Esposito.
Licencié au Racing Club de France, Jacques Degats a été champion de France du 400 mètres en 1951, 1954 et 1957. Il a amélioré à trois reprises le record de France du 400 mètres, tout d'abord en 1952 à Colombes, dans le temps de 47 s 6, et ensuite, par deux fois en 1955, en abaissant le record à 47 s 3.

## Palmarès
| Date | Compétition           | Lieu       | Place | Épreuve   |
| ---- | --------------------- | ---------- | ----- | --------- |
| 1951 | Jeux méditerranéens   | Alexandrie | 2e    | 200 m     |
| 1951 | Jeux méditerranéens   | Alexandrie | 1er   | 400 m     |
| 1951 | Jeux méditerranéens   | Alexandrie | 1er   | 4 × 400 m |
| 1952 | Jeux olympiques       | Helsinki   | 6e    | 4 × 400 m |
| 1954 | Championnats d'Europe | Berne      | 6e    | 400 m     |
| 1954 | Championnats d'Europe | Berne      | 1er   | 4 × 400 m |
| 1955 | Jeux méditerranéens   | Barcelone  | 1er   | 400 m     |
| 1955 | Jeux méditerranéens   | Barcelone  | 1er   | 4 × 400 m |

- Champion de France du 400 m en 1951, 1954 et 1957.